# ステチュツィ

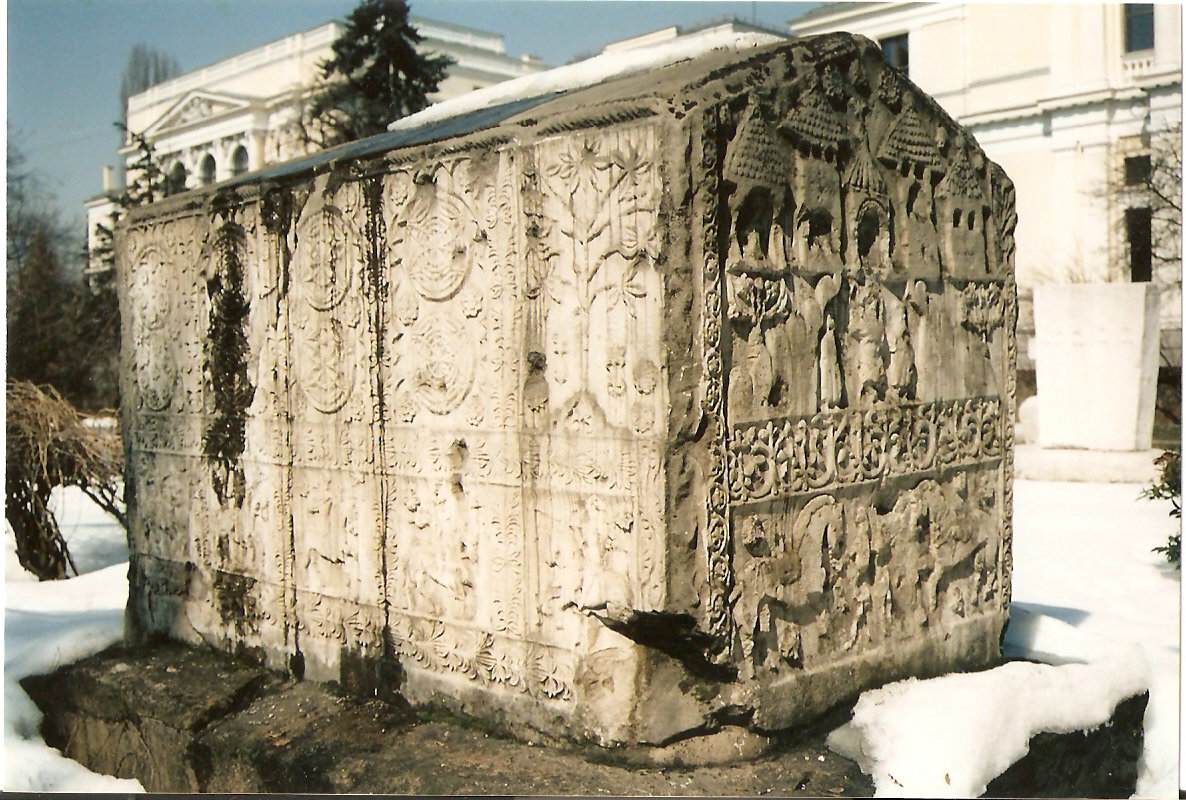
ボスニア・ヘルツェゴビナ国立博物館にあるステチュツィの正面

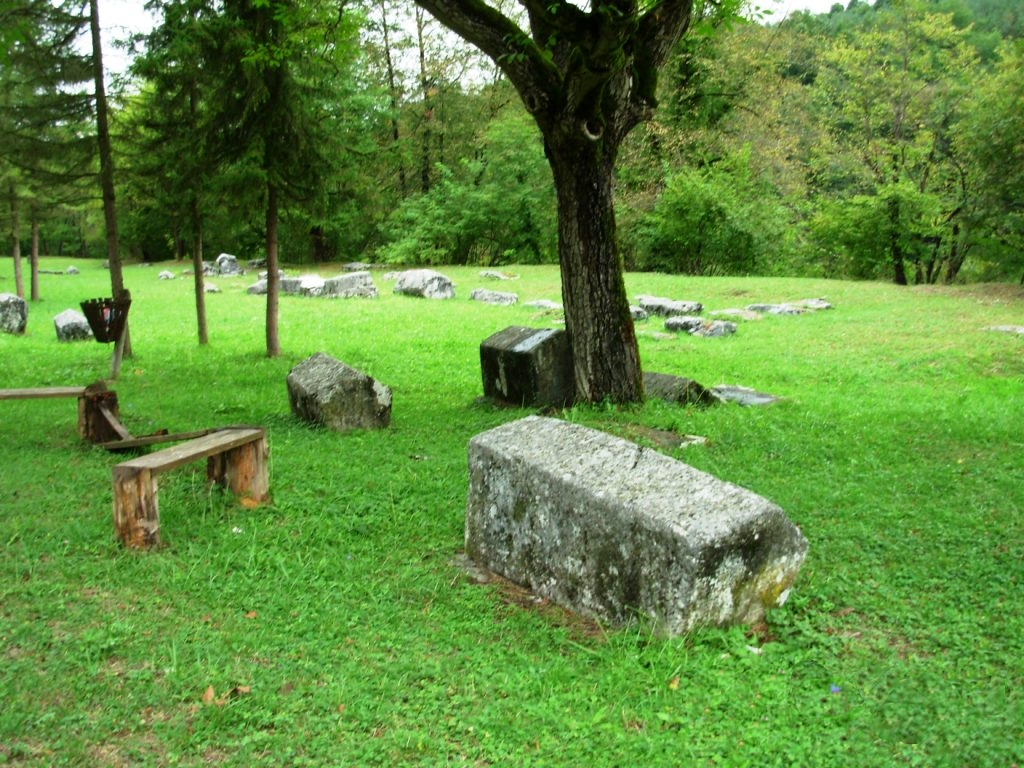
セルビアのペルチャツ近くにあるステチャク・ネクロポリス

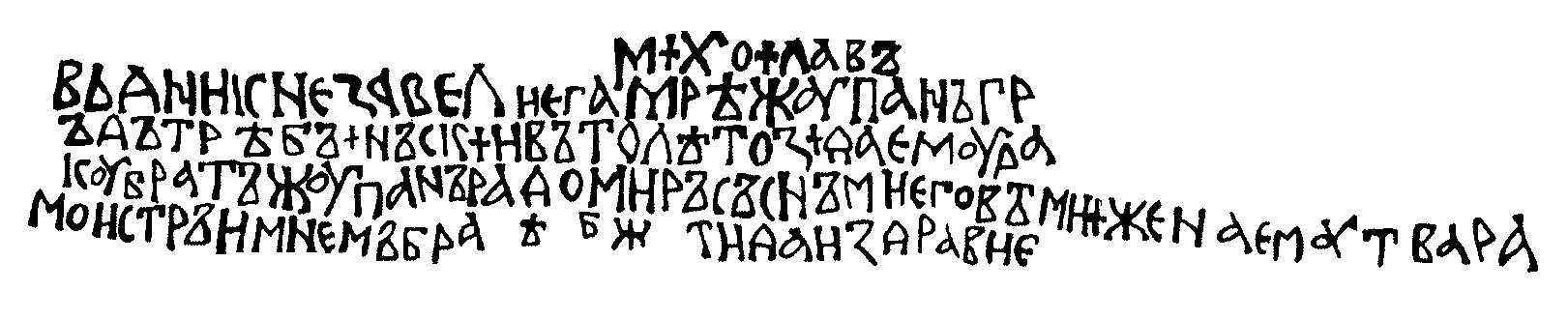
トラヴュニアのジュパであったグルデシャ（1120-1180）のステチュツィに刻まれた文字。発見されたステチュツィの中でも最古の物

ステチュツィ Stećci [stetɕtsi] (単数: Stećak [stetɕak])はボスニア・ヘルツェゴビナや中世にボスニア王国の領域であったクロアチア（ダルマチア）、モンテネグロ、セルビアとボスニア・ヘルツェゴビナの国境付近に散在する巨大な中世の墓碑である。現代のボスニア・ヘルツェゴビナ国内ではおよそ6万が、クロアチアやセルビア、モンテネグロでは1万のステチュツィが発見されている。ステチュツィが現れ始めたのは11世紀のことで、これらがピークを迎えたのはオスマン帝国の支配により消える以前の14世紀や15世紀のことであった。ステチュツィの墓碑は中世のボスニア王国や当時異端とされていたボスニア教会に属していた。ステチュツィの墓碑のエピタフ（墓碑銘）にはボスニアキリル文字（ボサンチィツァ"Bosančica" [bosaŋtʃitsa]）が記され、文字はボスニア教会のコミュニティで広く使われていた。ステチュツィの最大のコレクションはヘルツェゴビナの町ストラツ近くのラディムリャにある。
ステチュツィは2016年にユネスコの世界遺産リストに正式登録された（ID1504）。

## 語源
ステチュツィ自体は古い語であるstojećakの縮約形である動詞のstajati（立っている）からで、文字通り「立っている物」と言う意味になる。

## 特徴
ステチュツィの特徴は墓碑に様々な装飾がモチーフにされていることだが、これらは今日でも謎が秘められている。墓碑には渦巻き状の物や連続したアーチ状の模様、ブドウの葉や実、太陽や三日月が表れている。寓意的なモチーフとして連続するシカや伝統的な民族舞踊であるコロ (en) 、狩猟、右手を上げたおそらく忠誠を誓う人のイメージなどが描かれている。
一部の歴史家はボスニア教会はブルガリアのボゴミル派か他の二元論のグループかで論争がある。他の説には実際にはボスニア教会はカトリック教会のフランシスコ会修道士が創設したと明言されている。ステチュツィ自体はボゴミルの宗教コミュニティの遺物ではなく、もともとボスニア教会ものであるが土着の宗教の神話や儀式が残っていたり、地元のスラヴ人貴族の地位を示した紋章のシンボルや人々の行為が配されるなど特定の信仰に属すると言うよりはボスニアの文化現象を反映している。
今日、多くのステチュツィはサラエヴォの国立博物館の庭園などに展示されている。

## 世界遺産

### 登録基準
この世界遺産は世界遺産登録基準のうち、以下の条件を満たし、登録された（以下の基準は世界遺産センター公表の登録基準からの翻訳、引用である）。
- (3) 現存するまたは消滅した文化的伝統または文明の、唯一のまたは少なくとも稀な証拠。
- (6) 顕著で普遍的な意義を有する出来事、現存する伝統、思想、信仰または芸術的、文学的作品と直接にまたは明白に関連するもの（この基準は他の基準と組み合わせて用いるのが望ましいと世界遺産委員会は考えている）。